# ريتشارد جونز (عسكري)
المشير الجوي السير ريتشارد إدوارد جونز (بالإنجليزية: Sir Richard Edward Johns)‏ (ولد في 28 يوليو 1939 في هورشام، إنجلترا) ضابط متقاعد من سلاح الجو الملكي. كان طيارا مقاتلا في عقد 1960 وقائد سرب خلال عقد 1970 وقائد مجموعة في عقد 1980. عمل جونز كأحد ثلاثة مديرين بريطانيين للعمليات للتخطيط لعملية غرانبي (المساهمة البريطانية في حرب الخليج الثانية) في عام 1991 ثم عمل كقائد داعم للعمليات المشتركة في البلقان في عام 1994. كقائد للقوات الجوية قدم المشورة للحكومة البريطانية بشأن جوانب القوات الجوية لمراجعة الدفاع الاستراتيجي وحملة الحلف الأطلسي الجوية في كوسوفو.

## المسيرة العسكرية
ابن المقدم هربرت إدوارد جونز ومرجوري هارلي جونز (سابقا إيفرت). تلقى جونز تعليمه في مدرسة بورتسموث للقواعد وكلية سلاح الجو الملكي في كرانويل. عين في سلاح الجو الملكي في 15 ديسمبر 1959. بعد الانتهاء من التدريب على طائرة بيستون بروفوست وغلوستر ميتيور قضى جونز حياته المهنية الأولى كطيار مقاتل يعمل في المملكة المتحدة وقبرص وعدن. تمت ترقيته إلى ضابط طيران في 15 ديسمبر 1960 ثم إلى ملازم رحلة في 15 أغسطس 1962 ثم إلى رئيس سرب في 1 يناير 1969.
مدرب تعليمي مؤهل. في عام 1971 قام جونز بتدريب تشارلز أمير ويلز على أجنحة قياسية على باك جت بروفوست. تم تعيينه ملازما في النظام الفيكتوري الملكي في عام 1972 ضمن تكريمات السنة الجديدة. درس في كلية الموظفين في عام 1972 ثم قام بجولة كموظف شؤون شخصية إلى القائد العام للقوات الجوية في الشرق الأدنى في قبرص. تمت ترقيته إلى قائد جناح في 1 يناير 1974 بتعيينه قائدا للسرب رقم 3 الذي يحلق بطائرات من طراز هوكر سايدلي هارير من قاعدة سلاح الجو الملكي في ويلدنراث وغوترزلوه في عام 1975.

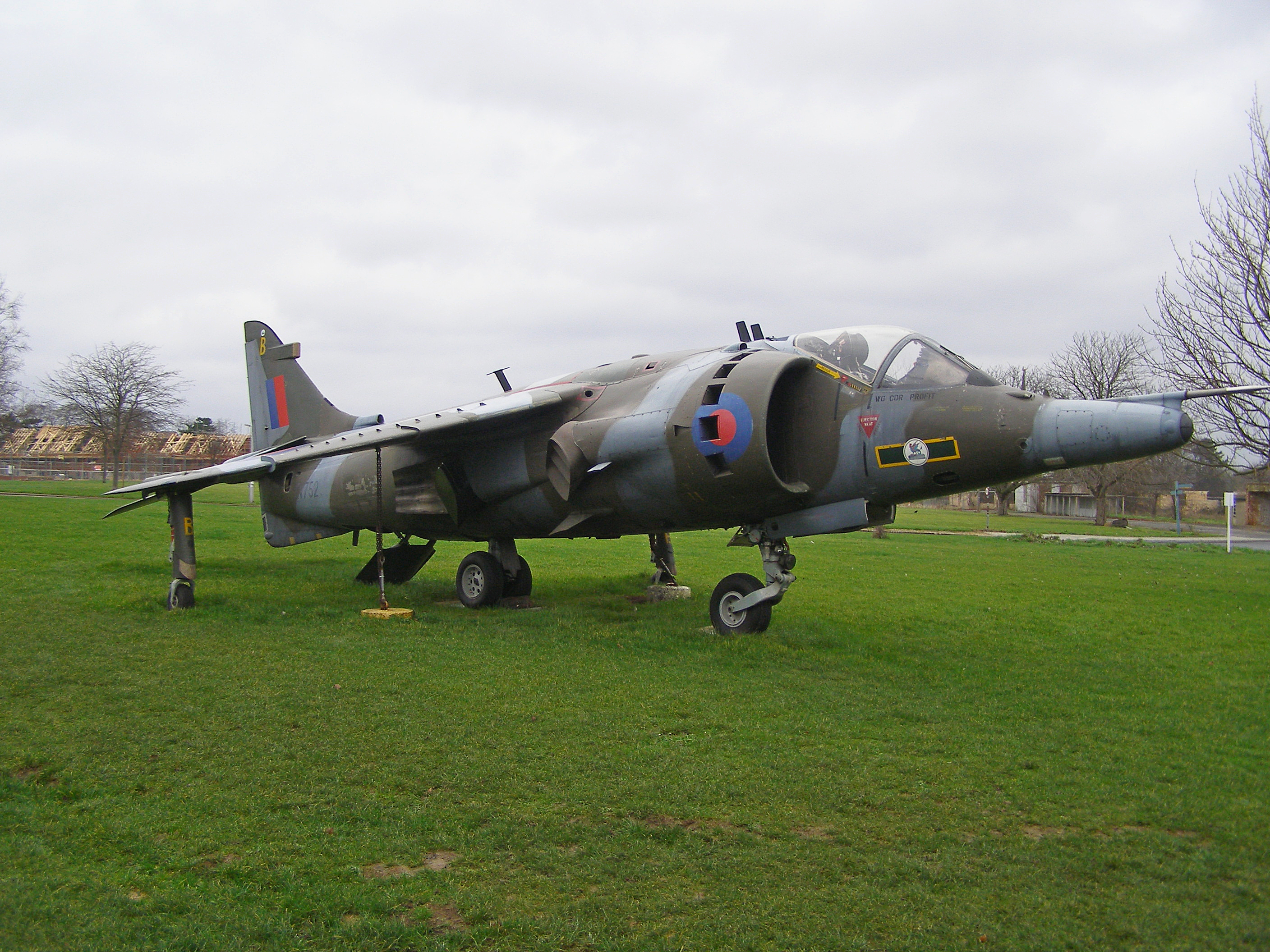
طائرة هوكر سايدلي هارير التي حلق بها جونز في عقد 1970.

تم تعيين جونز ضابطا في أمر الإمبراطورية البريطانية مع مرتبة الشرف في عام 1978 ضمن تكريمات السنة الجديدة. تمت ترقيته إلى قائد مجموعة في 1 يوليو 1979 وأصبح مدير هيئة الأركان الجوية في ذلك العام.
في عام 1982 أصبح جونز قائد محطة وقائد قوة هارير في قاعدة سلاح الجو الملكي البريطاني في غوترسلوه وياور للملكة إليزابيث الثانية في 10 ديسمبر 1982. رقي عميد جوي في 1 يناير 1985 ثم رقي إلى قائد أمر الإمبراطورية البريطانية مع مرتبة الشرف في عام 1985 ضمن تكريمات السنة الجديدة ودرس في الكلية الملكية للدراسات الدفاعية في وقت لاحق من ذلك العام قبل أن يصبح كبير موظفي الأركان الجوية في سلاح الجو الملكي الألماني في ألمانيا.
كان جونز يشغل منصب نائب رئيس هيئة الأركان الجوية في قيادة سلاح الجو الملكي البريطاني في عام 1989 قبل أن يتولى تعيين ضابط القيادة الجوية رقم 1 في عام 1991. تم تعيينه رفيق آمر الطريق في عام 1991 ضمن تكريمات عيد الميلاد. كان جونز أيضا في عام 1991 واحدا من ثلاثة مديرين بريطانيين للعمليات على كبار موظفي التخطيط لعملية غرانبي (المساهمة البريطانية في حرب الخليج الثانية). تم ترشيح جونز للمرشيد الجوي في 24 فبراير 1993 وكان تعيين جونز المقبل رئيسا للأركان والنائب العام للقائد العام للقوات المسلحة الملكية في سترايك كوماند في وقت لاحق من ذلك العام. تم تعيين جونز للقائد العام لقيادة الضربة أيضا في 30 يونيو 1994. ومع ذلك في 10 يوليو 1994 توفي السير جون تومسون الذي كان قد عين لتوه قائدا عاما للقوات المتحالفة في شمال غرب أوروبا ونقل جونز من قيادة الضربة إلى قيادة الحلف الأطلسي. في هذا الدور عمل كقائد داعم للعمليات المشتركة في البلقان. أصبح العقيد الفخري للفوج الهندسي 73 (المتطوعين) في 29 نوفمبر 1994.
أصبح جونز رئيس هيئة الأركان الجوية في عام 1997 ومنح لقب فارس صليبي كبير مع مرتبة الشرف في عام 1997 ضمن تكريمات عيد الميلاد. عين أيضا ياور للملكة في 9 أبريل 1997. كما قدم المستشار السياسي المشورة للحكومة البريطانية بشأن جوانب القوات الجوية في مراجعة الدفاع الاستراتيجي وحملة الحلف الأطلسي الجوية في كوسوفو مدعيا أن القوة الجوية كانت دقيقة للغاية خلال الحملة الجوية التي استمرت 11 أسبوعا ضد الصرب. تقاعد من سلاح الجو الملكي البريطاني في عام 2000.

## فيما بعد
أصبح جونز حاكما لقصر وندسور في عام 2000 ومنح لقب فارس قائد الأمر الملكي الفيكتوري حتى تخلى عنه في 17 ديسمبر 2007. كما أصبح العميد الفخري لفوج سلاح الجو الملكي في 22 أبريل 2000. كان رئيسا لأمناء متحف سلاح الجو الملكي من 2000 إلى 2006 وكان رئيس جمعية الكلاب التي تسمع للصم منذ عام 2005.

## الحياة الشخصية
في عام 1965 تزوج إليزابيث نعومي آن مانينغ ولديهما ابن واحد وابنتان. تشمل اهتماماته التاريخ العسكري والرجبي والكريكيت والفروسية.